# Ann Wunderlich
Ann Wunderlich (* 13. Oktober 1970 als Ann Grossman in Grove City, Ohio) ist eine ehemalige US-amerikanische Tennisspielerin.

## Karriere
Im Einzel erreichte Grossman 1989 und 1990 das Achtelfinale der French Open und 1994 der US Open. Im Doppel konnte sie 1994 bei den Australian Open bis ins Viertelfinale vorstoßen. Im Mixed stand sie 1994 bei den Australian Open sowie 1993 und 1995 bei den French Open im Achtelfinale.
1993 spielte sie zwei Partien für die Fed-Cup-Mannschaft der Vereinigten Staaten. Sie gewann Silber im Einzel und im Doppel bei den Panamerikanischen Spielen 1995.
1998 beendete Ann Wunderlich ihre Tenniskarriere. Seit 1997 ist sie mit dem amerikanischen Schwimmsportler Eric Wunderlich verheiratet.

## Erfolge

### Doppel
| Nr. | Datum          | Turnier  | Kategorie    | Belag     | Partnerin     | Finalgegnerinnen             | Ergebnis      |
| --- | -------------- | -------- | ------------ | --------- | ------------- | ---------------------------- | ------------- |
| 1.  | 1. August 1993 | San Juan | WTA Tier III | Hartplatz | Debbie Graham | Gigi Fernández Rennae Stubbs | 5:7, 7:5, 7:5 |